# KLN-Inventar

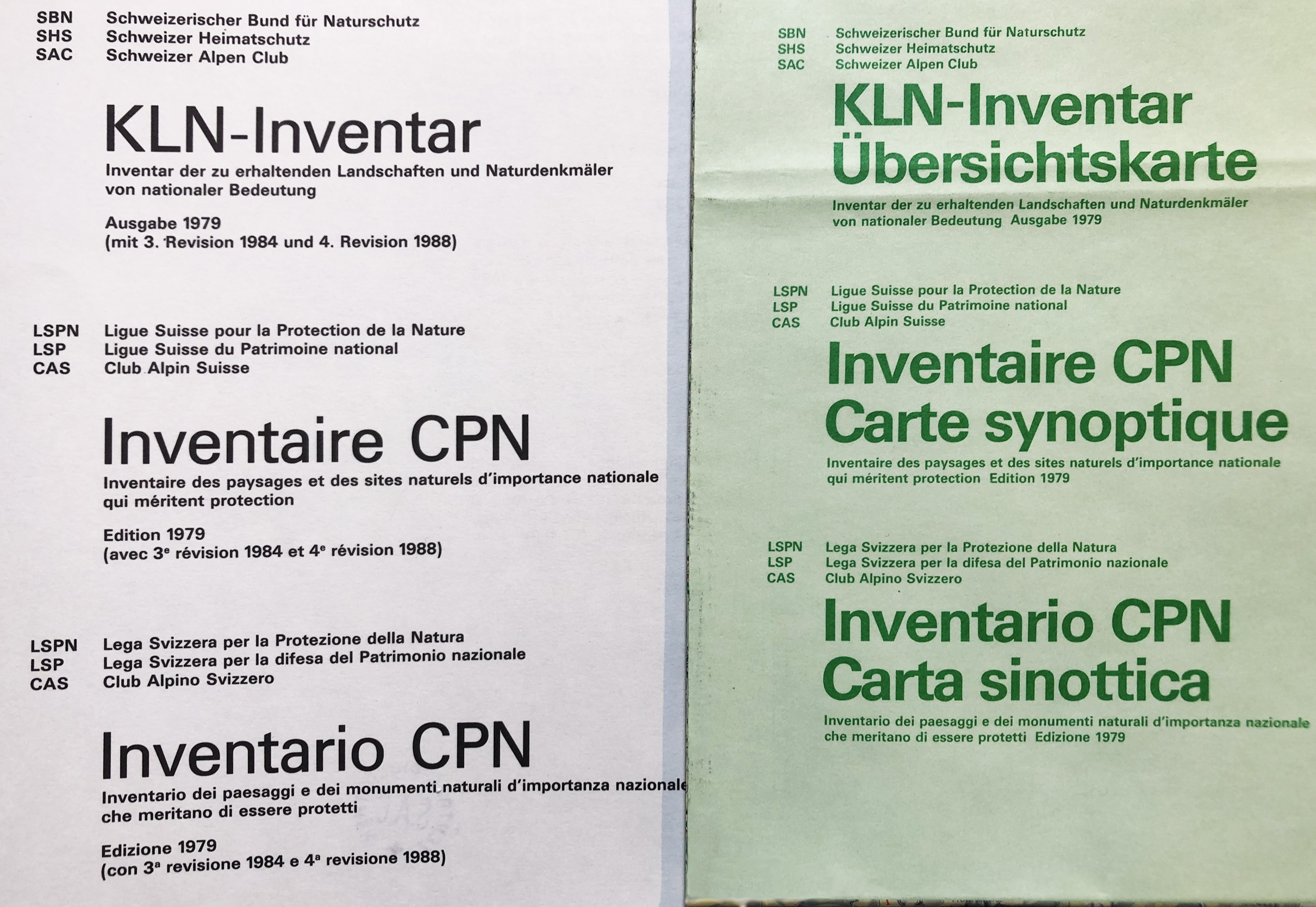
Titel der Inventarsammlung mit der Karte

Das KLN-Inventar (Inventar der zu erhaltenden Landschaften und Naturdenkmäler von nationaler Bedeutung) ist ein Verzeichnis von als schützenswert bezeichneten Landschaften und anderen Naturobjekten in der Schweiz. Es wurde von 1958 bis 1988 durch eine von privaten Organisationen eingesetzte Studiengruppe erarbeitet und ab 1963 in mehreren Versionen veröffentlicht. Das Inventar diente den schweizerischen Bundesbehörden und den Kantonen zunächst als Arbeitsinstrument für den Schutz von Naturobjekten und bildete später die Grundlage für das vom Bundesrat ab 1977 schrittweise in Kraft gesetzte Bundesinventar der Landschaften und Naturdenkmäler von nationaler Bedeutung.
Die Abkürzung «KLN» steht für «Kommission zur Inventarisation der Landschaften und Naturdenkmäler von nationaler Bedeutung».

## Geschichte
Viele Naturlandschaften der Schweiz wurden seit dem Ende des 19. Jahrhunderts und noch verstärkt in der Zeit nach dem Zweiten Weltkrieg durch das starke Wachstum der Siedlungs- und Industriegebiete, eine intensivere Landwirtschaft und den Bau neuer Verkehrswege und Infrastrukturanlagen beeinträchtigt. Weil stets neue Pläne zur Errichtung grosser Wasserkraftwerke und anderer Anlagen bekannt wurden und sich das Siedlungsgebiet und zunehmend auch Feriensiedlungen mangels einer wirksamen Raumplanung nahezu unkontrolliert ausdehnten, setzten sich zahlreiche nationale und lokale Initiativen für den Schutz von Biotopen, Landschaften und einzelner Naturobjekte und auch von baulichen Kulturgütern ein. Zuerst hatten private Organisationen bestimmte Objekte und Gebiete unter Schutz gestellt: Frühe Beispiel sind der Creux du Van (1876) und der Glescherfindling «Pierre des Marmettes» (1906). Einzelne Kantone und Gemeinden erklärten ausgewählte Stellen in ihrem Hoheitsgebiet zu Naturreservaten so wie den Wald Scatlè bei Breil/Brigels (1910), die Moorlandschaft La Vraconnaz bei Sainte-Croix (1911) und die Schlucht Combe Grède am Chasseral (1932). 1914 entstand der Schweizerische Nationalpark. Einige nationale Kampagnen zum Schutz des Natur und Kulturerbes wie etwa die «Schoggitaleraktion» zum Schutz des Silsersees erfolgreich waren erfolgreich, während andere wie zum Beispiel das «Volksbegehren zum Schutze der Stromlandschaft Rheinfall-Rheinau», das die Aufhebung der Konzession für das Kraftwerk Rheinau verlangte, scheiterten.
Die nationalen Organisationen Schweizerischer Bund für Naturschutz (SBN), Schweizer Heimatschutz (SHS) und Schweizer Alpen-Club (SAC) stellten fest, dass weder bei den Bundesbehörden noch bei den Kantonen ausreichende Grundlagen für den wirksamen Schutz besonders wertvoller Landschaften im ganzen Land vorhanden waren. Sie wurden deshalb selbst aktiv und setzten 1958 gemeinsam eine Kommission mit Personen aus allen Landesteilen der Schweiz ein, um eine systematische Übersicht der besonders schützenswerten Naturlandschaften zu erarbeiten. Die Arbeitsgruppe stellte ab 1959 in mehreren Sitzungen und aufgrund von Gesprächen mit Fachleuten, kantonalen Behörden und regionalen und lokalen Fachvereinen eine Liste von bedeutenden Natur- und Kulturlandschaften und Objekten zusammen. Mit Unterstützung durch ein Sekretariat und nach einer Begehung der ausgewählten Orte schuf die Kommission eine Dokumentation mit kurzen Informationen zu den Landschaften, eine Karte mit der Lage und der Ausdehnung der schützenswerten Gebiete und eine Fotosammlung zu den inventarisierten Objekten. Am 4. Mai 1963 genehmigten die Verantwortlichen der drei nationalen Organisationen die erste Version des Inventars, das 106 Objekte aufführte, und stellte es den Bundesbehörden und den Kantonen zur Verfügung.
In das KLN-Inventar wurden unter anderem «Naturlandschaften von einzigartigem Wert», «Typlandschaften», die eine besondere Art von Gebieten repräsentieren, und wertvolle Erholungslandschaften aufgenommen. Das BLN übernahm später diese Kategorien.
Am 1. Juli 1966 trat das aufgrund einer eidgenössischen Volksabstimmung vom 27. Mai 1962 ausgearbeitete Bundesgesetz über den Natur- und Heimatschutz (NHG) in Kraft, worauf die Bundesbehörden Massnahmen zum Schutz von erhaltenswerten Naturlandschaften vorbereiteten. Die erweiterte Fassung des KLN-Inventars von 1968 mit 156 wurde von Bund und Kantonen geprüft, und eine grosse Serie von Objekten bildete, mit wenigen Änderungen, die erste Version des BLN von 1977. Die private KLN setzte ihre Arbeit fort und veröffentlichte 1979 und 1988 überarbeitete Versionen des Inventars mit weiteren Objekten. Der Bundesrat berücksichtigte auch diese neuen Versionen des KLN-Inventars und ergänzte das offizielle Bundesinventar, nach Prüfung der Vorschläge durch das Bundesamt für Umweltschutz und die Kantone. Mit Verordnungen in den Jahren 1983, 1993, 1996 und 1998 nahm der Bundesrat neue Gruppen von Landschaftsobjekten in das BLN auf. Dieses umfasst seither 162 Objekte, deren Bezeichnungen und geographische Lage in vielen Fällen mit den Empfehlungen des KLN-Inventars übereinstimmen.
Viele der von der Kommission beschriebenen Gebiete entsprechen besonderen Landschaftstypen und enthalten kleinere Biotope mit spezifischen Lebensgemeinschaften von Pflanzen und Tieren, die auch von den später geschaffenen Bundesinventaren erfasst und genauer dargestellt wurden (Bundesinventar der Moorlandschaften von besonderer Schönheit und von nationaler Bedeutung, Bundesinventar der Auengebiete von nationaler Bedeutung, Bundesinventar der Amphibienlaichgebiete von nationaler Bedeutung, Bundesinventar der Flachmoore von nationaler Bedeutung, Bundesinventar der Hoch- und Übergangsmoore von nationaler Bedeutung).

## Gliederung
Das KLN-Inventar von 1963 stellte 106 schützenswerte Landschaften und Objekte nach den drei grossen geographischen Räumen Jura, Mittelland und Alpen zusammen und untergliederte sie nach geographischen und geologischen Gesichtspunkten (das BLN übernahm diese Einteilung nicht und nummerierte die Objekte neu):
- Jura
  - Tafeljura (5 Objekte)
  - Hochtäler und Hochflächen des Kettenjuras (5 Objekte)
  - Gipfel-Region des Kettenjuras (6 Objekte)
  - Jura-Südfuss (6 Objekte)
- Mittelland
  - Fluss- und See-Landschaften am Jura-Südfuss (7 Objekte)
  - Molasse- und Glaziallandschaften östlich des Zürichsee-Limmat-Tales (10 Objekte)
  - Molasse- und Glaziallandschaften im Reuss-, Sihl- und Zürichsee-Gebiet (6 Objekte)
  - Molasse- und Glaziallandschaften westlich der Reuss (6 Objekte)
- Alpen
  - Fluss- und Seelandschaften am Alpenrand (6 Objekte)
  - Gebirgslandschaften der subalpinen Molasse und der nördlichen Kalkalpen östlich der Aare (8 Objekte)
  - Gebirgslandschaften der nördlichen Kalkalpen westlich der Aare (7 Objekte)
  - Hochgebirgslandschaften der Zentralmassive und angrenzender Gebiete (5 Objekte)
  - Zentralalpine Täler (8 Objekte)
  - Gebirgslandschaften im ostalpinen und penninischen Bündner Inn- und Rheingebiet (6 Objekte)
  - Gebirgslandschaften in den penninischen Walliser Alpen (5 Objekte)
  - Alpensüdseite (5 Objekte)
  - Sottoceneri (5 Objekte)

## Kommission
Die von SBN, SHS und SAC eingesetzte Kommission zur Inventarisation der Landschaften und Naturdenkmäler von nationaler Bedeutung war von 1959 bis 1988 in unterschiedlicher Zusammensetzung tätig. Der Geologe Hansjörg Schmassmann war ein Vertreter des Schweizer Heimatschutzes und leitete die Kommission während der ganzen Dauer ihrer Tätigkeit.
Mitglieder der Kommission:
- Hansjörg Schmassmann (1919–2000),[5] Liestal, delegiert vom SHS, Kommissionspräsident von 1958 bis 1988
- Hans Brunner, Chur, delegiert vom SAC, Mitglied 1959–1963
- Léopold Gautier (1884–1973), Genf, SHS, 1959–1966
- Alfred Gübeli (1885–1972), Luzern, delegiert vom SBN, 1959–1960
- Werner Lüdi (1888–1968), Zollikon, SBN, 1959–1968
- Jürg Scherer, Meggen, SBN, 1959–1968
- Josef Speck (1918–2006),[6] Zug, SBN, 1959–1983
- Wilhelm Vischer (1890–1960), Basel, SAC, 1959–1960
- Ernst Müller (1891–1990), Thun und Chandolin, SBN, 1960–1967
- Willy Kraft, Sitten, SAC, 1962–1982
- Walter Trepp (1911–1992),[7], Chur, SAC, 1962–1982
- Pierre Villaret (1918–2001), Lausanne, SBN, 1963–1967
- Giacomo Bianchi, Lugano, SBN, 1967–1988
- Hanspeter Böhni (1929–2007), Stein am Rhein, SHS, 1969–1978
- Jean-Louis Richard (1921–2008),[8] Hauterive NE, SBN, 1971–1983
- Klaus C. Ewald (* 1941), Liestal und Freiburg i.Br., SBN, 1974–1988
- Paul Géroudet (1917–2006), Genf, SHS, 1980–1988
- Rodolfo Pedroli (1920–2012),[9] Neuenburg, SAC, 1983–1985
- Jürg Rohner (1944–2020),[10] Münchenstein, SBN, 1983–1988
- Toni P. Labhart (1937–2025), Wabern BE, SAC, 1984–1988
- Georg Jung, Bad Ragaz, SAC, 1985–1988
- Nino Kuhn (1936–2024), Schlieren, SBN, 1963–1988 Sekretär der KLN